# Ministerio de Obras Públicas (Colombia)
El Ministerio de Obras Públicas fue un antiguo ministerio colombiano, existente entre 1905 y su reestructuración como Ministerio de Transporte en 1993.
Fue creado por el Gobierno de Rafael Reyes mediante la 7 de 1905 (17 de enero) para reemplazar al primer Ministerio de Fomento. Este no se debe confundir con el segundo Ministerio de Fomento, creado en 1951. 

## Historia
En 1905, en medio de la campaña de modernización impulsada por el gobierno de Rafael Reyes, se decide crear este ministerio para impulsar la construcción y administración de los ferrocarriles, caminos, puentes, edificios y tierras sin construir. 
El primer ministro de obras públicas fue Modesto Garcés, quien antes de ocupar el cargo de ministro había trabajado en el Ferrocarril de Girardot. Pese a que el campo de acción del ministerio incluía también la administración de los bienes del estado, las minas y el registro de fábricas, entre otros, en un principio se concentró principalmente en los ferrocarriles y la navegación fluvial, para entonces los medios de transporte más prometedores en el país. 
En las primeras décadas del siglo XX el ministerio se hizo responsable de definir los criterios y normas para la construcción y conservación de carreteras, así como también se le asignó la canalización y limpieza de las vías fluviales del país, funciones encomendadas ya que la ley 60 de 1905 señaló que eran vías nacionales, las férreas, las carreteras de más de 50 kilómetros y la canalización de ríos, quedando estas bajo el cuidado de la nación. El ministerio también se encargó de la inspección de las empresas de navegación fluvial y la matrícula de embarcaciones. 
Con el paso de los años, las funciones relacionadas fueron trasladadas a otras organizaciones públicas, como al Ministerio de Minas y Petróleos, fundado en 1940. Durante este tiempo también se encargó de la construcción de varios proyectos de interés público, como el nuevo acueducto de Bogotá, el embalse de la Regadera y la planta de tratamiento de agua de Vitelma. También creó los distritos de obras públicas, la Dirección de Transporte y Tarifas, que más adelante daría lugar al Instituto Nacional de Tránsito (INTRA), y el diseño del primer plan vial de carácter nacional, hecho en colaboración con firmas extranjeras. 
En la segunda mitad del siglo XX, se promovió la fundación de la Empresa de Ferrocarriles Nacionales de Colombia, encargada de administrar los ferrocarriles del país, la Empresa Colombiana de Aeródromos, encargada de la administración y construcción de los aeropuertos del país, la Policía de Carreteras, para vigilar el tráfico circulante por las vías nacionales, la empresa Puertos de Colombia, encargada de la construcción y administración de los puertos marítimos, el Fondo Nacional de Caminos Vecinales, encargado de promover la construcción y conservación de las vías regionales y el Fondo Vial Nacional, con ingresos originados del impuesto a los combustibles para financiar obras de infraestructura vial, además de introducir el sistema de peajes para financiar la obras civiles. 
En 1992, por medio del Decreto 2171 de diciembre de ese año se reestructuró el Ministerio de Obras Públicas y Transporte y se convirtió en el Ministerio de Transporte, esto con el fin de modernizar la entidad.

## Ministros de Obras Públicas y Transporte (1978-1992)
Listado de ministros: 
| N.º | Nombre                      | Inicio              | Final               | Presidente                 | Ref.  |
| --- | --------------------------- | ------------------- | ------------------- | -------------------------- | ----- |
| 7°  | Juan Felipe Gaviria         | 1990                | 1992                | César Gaviria              |       |
| 7°  | Juan Felipe Gaviria         | 1990                | 1990                | Virgilio Barco Vargas      |       |
| 6°  | Luz Priscila Ceballos       | 1987                | 1990                | Virgilio Barco Vargas      |       |
| 5°  | Luis Fernando Jaramillo     | 1986                | 1987                | Virgilio Barco Vargas      |       |
| 4°  | Rodolfo Segovia Salas       | 1985                | 1986                | Belisario Betancur Cuartas |       |
| 3°  | Hernán Beltz Peralta        | 1983                | 1985                | Belisario Betancur Cuartas |       |
| 2°  | José Fernando Isaza Delgado | 7 de agosto de 1982 | 1983                | Belisario Betancur Cuartas |       |
| 1°  | Enrique Vargas Ramírez      | 7 de agosto de 1978 | 7 de agosto de 1982 | Julio César Turbay Ayala   | [ 3 ] |

### Ministros encargados
| Nombre                 | Fechas | Fechas | Fechas | Presidente               | Ref.  |
| ---------------------- | ------ | ------ | ------ | ------------------------ | ----- |
| Rafael García Archila  | 1978   | 1979   | 1980   | Julio César Turbay Ayala | [ 3 ] |
| Miguel Castro          | 1980   | -      | 1980   | Julio César Turbay Ayala | [ 3 ] |
| Roberto Martínez Rubio | 1980   | 1981   | 1982   | Julio César Turbay Ayala | [ 3 ] |

## Ministros de Obras Públicas (1905-1978)
El siguiente es el listado de ministros: 
| N.º | Nombre                        | Inicio                   | Final                    | Presidente                                | Ref.   |
| --- | ----------------------------- | ------------------------ | ------------------------ | ----------------------------------------- | ------ |
| 63° | Humberto Salcedo Collante     | 7 de agosto de 1974      | 7 de agosto de 1978      | Alfonso López Michelsen                   | [ 4 ]  |
| 62° | Argelino Durán Quintero       | 7 de agosto de 1970      | 7 de agosto de 1974      | Misael Pastrana Borrero                   | [ 5 ]  |
| 61° | Bernardo Garcés Córdoba       | 7 de agosto de 1966      | 7 de agosto de 1970      | Carlos Lleras Restrepo                    | [ 6 ]  |
| 60° | Tomás Castrillón Muñoz        | 1 de octubre de 1965     | 7 de agosto de 1966      | Guillermo León Valencia                   | [ 7 ]  |
| 59° | Eugenio Gómez Gómez           | 1 de septiembre de 1965  | 1 de octubre de 1965     | Guillermo León Valencia                   | [ 7 ]  |
| 58° | Tomás Castrillón Muñoz        | 23 de abril de 1963      | 1 de septiembre de 1965  | Guillermo León Valencia                   | [ 7 ]  |
| 57° | Carlos Obando Velasco         | 7 de agosto de 1962      | 23 de abril de 1963      | Guillermo León Valencia                   | [ 7 ]  |
| 57° | Carlos Obando Velasco         | 1 de septiembre de 1961  | 7 de agosto de 1962      | Alberto Lleras Camargo                    | [ 8 ]  |
| 56° | Misael Pastrana Borrero       | 9 de noviembre de 1960   | 1 de septiembre de 1961  | Alberto Lleras Camargo                    | [ 8 ]  |
| 55° | Virgilio Barco Vargas         | 7 de agosto de 1958      | 9 de noviembre de 1960   | Alberto Lleras Camargo                    | [ 8 ]  |
| 54° | Roberto Salazar Gómez         | 10 de diciembre de 1957  | 7 de agosto de 1958      | Junta Militar de Gobierno                 | [ 9 ]  |
| 53° | Tulio Ospina Pérez            | 11 de mayo de 1957       | 10 de diciembre de 1957  | Junta Militar de Gobierno                 | [ 9 ]  |
| 52° | Rubén Piedrahíta Arango       | 7 de agosto de 1954      | 10 de mayo de 1957       | Gustavo Rojas Pinilla                     | [ 10 ] |
| 51° | Santiago Trujillo Gómez       | 13 de junio de 1953      | 7 de agosto de 1954      | Gustavo Rojas Pinilla                     | [ 10 ] |
| 50° | Jorge Leyva Urdaneta          | 2 de noviembre de 1951   | 13 de junio de 1953      | Roberto Urdaneta Arbeláez                 | [ 11 ] |
| 50° | Jorge Leyva Urdaneta          | 7 de agosto de 1950      | 2 de noviembre de 1951   | Laureano Gómez                            | [ 12 ] |
| 49° | Víctor Archila Briceño        | 8 de mayo de 1949        | 7 de agosto de 1950      | Mariano Ospina Pérez                      | [ 13 ] |
| 48° | Luis Ignacio Andrade Díaz     | 23 de abril de 1947      | 8 de mayo de 1949        | Mariano Ospina Pérez                      | [ 13 ] |
| 47° | Darío Botero Isaza            | 7 de agosto de 1946      | 23 de abril de 1947      | Mariano Ospina Pérez                      | [ 13 ] |
| 46° | Álvaro Díaz Sarmiento         | 9 de septiembre de 1945  | 7 de agosto de 1946      | Alberto Lleras Camargo                    | [ 14 ] |
| 46° | Álvaro Díaz Sarmiento         | 12 de julio de 1944      | 9 de septiembre de 1945  | Alfonso López Pumarejo                    | [ 15 ] |
| -   | Mario Forero Cortés (e)       | 10 de julio de 1944      | 12 de julio de 1944      | Darío Echandía, durante el Golpe de Pasto | [ 16 ] |
| 46° | Álvaro Díaz Sarmiento         | 30 de junio de 1944      | 10 de julio de 1944      | Alfonso López Pumarejo                    | [ 15 ] |
| -   | Carlos Sanz de Santamaría (e) | 10 de mayo de 1944       | 30 de junio de 1944      | Darío Echandía                            | [ 17 ] |
| -   | Mario Forero Cortés (e)       | 5 de mayo de 1944        | 10 de mayo de 1944       | Darío Echandía                            | [ 17 ] |
| 45° | Hernán Echavarría Olózaga     | 19 de noviembre de 1943  | 5 de mayo de 1944        | Darío Echandía                            | [ 17 ] |
| 45° | Hernán Echavarría Olózaga     | 8 de octubre de 1943     | 19 de noviembre de 1943  | Alfonso López Pumarejo                    | [ 16 ] |
| 44° | Marco Aurelio Arango Arango   | 4 de septiembre de 1942  | 8 de octubre de 1943     | Alfonso López Pumarejo                    | [ 16 ] |
| 43° | Alberto Jaramillo Sánchez     | 7 de agosto de 1942      | 4 de septiembre de 1942  | Alfonso López Pumarejo                    | [ 16 ] |
| 42° | José Gómez Pinzón             | 15 de febrero de 1941    | 7 de agosto de 1942      | Eduardo Santos                            | [ 18 ] |
| -   | Carlos Lleras Restrepo (e)    | 10 de enero de 1941      | 15 de febrero de 1941    | Eduardo Santos                            | [ 18 ] |
| 41° | Francisco Rodríguez Moya      | 21 de mayo de 1940       | 10 de enero de 1941      | Eduardo Santos                            | [ 18 ] |
| 40° | Abel Cruz Santos              | 7 de agosto de 1938      | 21 de mayo de 1940       | Eduardo Santos                            | [ 18 ] |
| 39° | César García Álvarez          | 7 de agosto de 1934      | 7 de agosto de 1938      | Alfonso López Pumarejo                    | [ 19 ] |
| 38° | Alfonso Araújo Gaviria        | 28 de julio de 1931      | 7 de agosto de 1934      | Enrique Olaya Herrera                     | [ 20 ] |
| 37° | Germán Uribe Hoyos            | 13 de diciembre de 1930  | 28 de julio de 1931      | Enrique Olaya Herrera                     | [ 20 ] |
| 36° | Fabio Lozano Torrijos         | 7 de agosto de 1930      | 13 de diciembre de 1930  | Enrique Olaya Herrera                     | [ 20 ] |
| 35° | Germán Uribe Hoyos            | 12 de abril de 1930      | 7 de agosto de 1930      | Miguel Abadía Méndez                      | [ 21 ] |
| 34° | Rafael Escallón               | 8 de junio de 1929       | 12 de abril de 1930      | Miguel Abadía Méndez                      | [ 21 ] |
| 33° | José Arturo Hernández         | 18 de enero de 1929      | 8 de junio de 1929       | Miguel Abadía Méndez                      | [ 21 ] |
| 32° | Sotero Peñuela Quintero       | 2 de marzo de 1928       | 18 de enero de 1929      | Miguel Abadía Méndez                      | [ 21 ] |
| 31° | Salvador Franco Ferreira      | 17 de mayo de 1927       | 2 de marzo de 1928       | Miguel Abadía Méndez                      | [ 21 ] |
| 30° | Mariano Ospina Pérez          | 7 de agosto de 1926      | 17 de mayo de 1927       | Miguel Abadía Méndez                      | [ 21 ] |
| 29° | Laureano Gómez Castro         | 8 de junio de 1925       | 7 de agosto de 1926      | Pedro Nel Ospina                          | [ 22 ] |
| 28° | Aquilino Villegas Hoyos       | 30 de noviembre de 1922  | 8 de junio de 1925       | Pedro Nel Ospina                          | [ 22 ] |
| 27° | Germán Uribe Hoyos            | 24 de agosto de 1922     | 30 de noviembre de 1922  | Pedro Nel Ospina                          | [ 22 ] |
| 26° | Alejandro López               | 7 de agosto de 1922      | 24 de agosto de 1922     | Pedro Nel Ospina                          | [ 22 ] |
| 25° | Próspero Márquez              | 26 de abril de 1922      | 7 de agosto de 1922      | Jorge Holguín                             | [ 23 ] |
| 24° | Félix Salazar Jaramillo       | 20 de abril de 1922      | 26 de abril de 1922      | Jorge Holguín                             | [ 23 ] |
| 23° | Florentino Manjarrés          | 4 de febrero de 1922     | 20 de abril de 1922      | Jorge Holguín                             | [ 23 ] |
| 22° | Nemesio Camacho Macías        | 31 de diciembre de 1921  | 4 de febrero de 1922     | Jorge Holguín                             | [ 23 ] |
| 21° | Víctor Manuel Salazar         | 28 de noviembre de 1921  | 31 de diciembre de 1921  | Jorge Holguín                             | [ 23 ] |
| 20° | Nemesio Camacho Macías        | 11 de noviembre de 1921  | 28 de noviembre de 1921  | Jorge Holguín                             | [ 23 ] |
| 19° | Esteban Jaramillo Gutiérrez   | 26 de septiembre de 1921 | 11 de noviembre de 1921  | Marco Fidel Suárez                        | [ 24 ] |
| 18° | Julián Buchelli (no aceptó)   | 19 de septiembre de 1921 | 26 de septiembre de 1921 | Marco Fidel Suárez                        | [ 24 ] |
| 17° | Esteban Jaramillo Gutiérrez   | 17 de septiembre de 1919 | 19 de septiembre de 1921 | Marco Fidel Suárez                        | [ 24 ] |
| 16° | Carmelo Arango Martínez       | 17 de marzo de 1919      | 17 de septiembre de 1919 | Marco Fidel Suárez                        | [ 24 ] |
| -   | Pedro Antonio Molina (e)      | 10 de marzo de 1919      | 17 de marzo de 1919      | Marco Fidel Suárez                        | [ 24 ] |
| 15° | Rafael del Corral Martínez    | 7 de agosto de 1918      | 10 de marzo de 1919      | Marco Fidel Suárez                        | [ 24 ] |
| 14° | Jorge Vélez                   | 15 de septiembre de 1915 | 7 de agosto de 1918      | José Vicente Concha                       | [ 25 ] |
| 13° | Aurelio Rueda Acosta          | 7 de agosto de 1914      | 15 de septiembre de 1915 | José Vicente Concha                       | [ 25 ] |
| 12° | Simón Araújo                  | 23 de noviembre de 1911  | 7 de agosto de 1914      | Carlos Eugenio Restrepo                   | [ 26 ] |
| 11° | Celso Rodríguez               | 24 de octubre de 1910    | 23 de noviembre de 1911  | Carlos Eugenio Restrepo                   | [ 26 ] |
| 10° | Eloy Pareja                   | 7 de agosto de 1910      | 24 de octubre de 1910    | Carlos Eugenio Restrepo                   | [ 26 ] |
| 9°  | Carlos J. Delgado             | 1909                     | 7 de agosto de 1910      | Ramón González Valencia                   | [ 27 ] |
| 8°  | Benjamín Herrera              | 4 de agosto de 1909      | 1909                     | Ramón González Valencia                   | [ 27 ] |
| 7°  | Rafael Ortiz González         | 10 de junio de 1909      | 3 de agosto de 1909      | Jorge Holguín                             | [ 28 ] |
| 6°  | Álvaro Uribe                  | 27 de mayo de 1909       | 9 de junio de 1909       | Rafael Reyes                              | [ 2 ]  |
| 5°  | Guillermo Camacho Carrizosa   | 26 de mayo de 1909       | 27 de mayo de 1909       | Rafael Reyes                              | [ 2 ]  |
| 4°  | Nemesio Camacho Macías        | 29 de julio de 1908      | 26 de mayo de 1909       | Rafael Reyes                              | [ 2 ]  |
| 3°  | José María Ruiz               | 9 de marzo de 1908       | 29 de julio de 1908      | Rafael Reyes                              | [ 2 ]  |
| 2°  | Francisco de Paula Manotas    | 1 de junio de 1906       | 9 de marzo de 1908       | Rafael Reyes                              | [ 2 ]  |
| 1°  | Modesto Garcés                | 17 de enero de 1905      | 11 de mayo de 1906       | Rafael Reyes                              | [ 2 ]  |

### Ministros encargados
| Nombre                      | Inicio                   | Fin                      | Presidente                | Causa                                  | Ref.   |
| --------------------------- | ------------------------ | ------------------------ | ------------------------- | -------------------------------------- | ------ |
| Jaime Chavarriaga Meyer     | 23 de marzo de 1976      |                          | Alfonso López Michelsen   |                                        | [ 4 ]  |
| Javier Restrepo Toro        | 5 de septiembre de 1977  |                          | Alfonso López Michelsen   |                                        | [ 4 ]  |
| Javier Restrepo Toro        | 23 de septiembre de 1975 |                          | Alfonso López Michelsen   |                                        | [ 4 ]  |
| Javier Restrepo Toro        | 8 de noviembre de 1974   |                          | Alfonso López Michelsen   |                                        | [ 4 ]  |
| Jaime Sierra Múnera         | 17 de mayo de 1973       |                          | Misael Pastrana Borrero   |                                        | [ 5 ]  |
| Jaime Sierra Múnera         | 4 de septiembre de 1972  |                          | Misael Pastrana Borrero   |                                        | [ 5 ]  |
| Hernán Jaramillo Ocampo     | 24 de noviembre de 1971  |                          | Misael Pastrana Borrero   |                                        | [ 5 ]  |
| Francisco de Vengoechea     | 5 de agosto de 1971      |                          | Misael Pastrana Borrero   |                                        | [ 5 ]  |
| Francisco de Vengoechea     | 20 de abril de 1971      |                          | Misael Pastrana Borrero   |                                        | [ 5 ]  |
| Francisco de Vengoechea     | 11 de enero de 1971      |                          | Misael Pastrana Borrero   |                                        | [ 5 ]  |
| Francisco de Vengoechea     | 18 de mayo de 1970       |                          | Carlos Lleras Restrepo    |                                        | [ 6 ]  |
| Francisco de Vengoechea     | 25 de septiembre de 1969 |                          | Carlos Lleras Restrepo    |                                        | [ 6 ]  |
| José Vicente Mogollón Vélez | 1 de febrero de 1969     |                          | Carlos Lleras Restrepo    |                                        | [ 6 ]  |
| José Vicente Mogollón Vélez | 8 de junio de 1968       |                          | Carlos Lleras Restrepo    |                                        | [ 6 ]  |
| José Vicente Mogollón Vélez | 13 de junio de 1967      |                          | Carlos Lleras Restrepo    |                                        | [ 6 ]  |
| José Vicente Mogollón Vélez | 10 de abril de 1967      |                          | Carlos Lleras Restrepo    |                                        | [ 6 ]  |
| Darío Fernández Archila     | 31 de octubre de 1966    |                          | Carlos Lleras Restrepo    |                                        | [ 6 ]  |
| Darío Fernández Archila     | 18 de octubre de 1965    |                          | Guillermo León Valencia   |                                        | [ 7 ]  |
| Raúl Fernández Carvalho     | 13 de julio de 1964      |                          | Guillermo León Valencia   |                                        | [ 7 ]  |
| Raúl Fernández Carvalho     | 8 de mayo de 1964        |                          | Guillermo León Valencia   |                                        | [ 7 ]  |
| Raúl Fernández Carvalho     | 8 de octubre de 1963     |                          | Guillermo León Valencia   |                                        | [ 7 ]  |
| Raúl Fernández Carvalho     | 5 de agosto de 1963      |                          | Guillermo León Valencia   |                                        | [ 7 ]  |
| Evelio Ramírez Martínez     | 10 de abril de 1963      | 23 de abril de 1963      | Guillermo León Valencia   |                                        | [ 7 ]  |
| Ricardo Hoyos Campuzano     | 22 de agosto de 1962     |                          | Guillermo León Valencia   |                                        | [ 7 ]  |
| Ricardo Hoyos Campuzano     | 1962                     | 1962                     | Alberto Lleras Camargo    |                                        | [ 8 ]  |
| Misael Pastrana Borrero     | 12 de septiembre de 1961 |                          | Alberto Lleras Camargo    |                                        | [ 8 ]  |
| Álvaro de Angulo            | 25 de agosto de 1961     |                          | Alberto Lleras Camargo    |                                        | [ 8 ]  |
| Álvaro de Angulo            | 19 de abril de 1961      |                          | Alberto Lleras Camargo    |                                        | [ 8 ]  |
| Raúl Isaza Ochoa            | 6 de diciembre de 1960   |                          | Alberto Lleras Camargo    |                                        | [ 8 ]  |
| Francisco Lemos Arboleda    | 9 de septiembre de 1960  |                          | Alberto Lleras Camargo    |                                        | [ 8 ]  |
| Francisco Lemos Arboleda    | 1 de abril de 1960       |                          | Alberto Lleras Camargo    |                                        | [ 8 ]  |
| Francisco Lemos Arboleda    | 15 de enero de 1960      | 18 de febrero de 1960    | Alberto Lleras Camargo    |                                        | [ 8 ]  |
| Alonso Aragón Quintero      | 16 de mayo de 1959       |                          | Alberto Lleras Camargo    |                                        | [ 8 ]  |
| Jorge Ospina Delgado        | 10 de febrero de 1959    |                          | Alberto Lleras Camargo    |                                        | [ 8 ]  |
| Javier Ramírez Soto         | 8 de junio de 1958       |                          | Junta Militar de Gobierno |                                        | [ 9 ]  |
| Antonio Álvarez Restrepo    | 16 de diciembre de 1957  |                          | Junta Militar de Gobierno |                                        | [ 9 ]  |
| Mariano Ospina Navia        | 18 de septiembre de 1956 |                          | Gustavo Rojas Pinilla     |                                        | [ 10 ] |
| Mariano Ospina Navia        | 24 de enero de 1956      |                          | Gustavo Rojas Pinilla     |                                        | [ 10 ] |
| Carlos Villaveces           | 3 de enero de 1956       |                          | Gustavo Rojas Pinilla     | Por enfermedad del titular             | [ 10 ] |
| Carlos Villaveces           | 21 de septiembre de 1954 |                          | Gustavo Rojas Pinilla     |                                        | [ 10 ] |
| Carlos Villaveces           | 20 de agosto de 1954     |                          | Gustavo Rojas Pinilla     |                                        | [ 10 ] |
| Argelino Durán Quintero     | 10 de julio de 1952      |                          | Roberto Urdaneta Arbeláez | Por ausencia del titular               | [ 11 ] |
| Gabriel Rodríguez Franco    | 23 de enero de 1951      |                          | Laureano Gómez            |                                        | [ 12 ] |
| José Vicente Dávila Tello   | 1 de julio de 1949       |                          | Mariano Ospina Pérez      | Por enfermedad del titular             | [ 13 ] |
| Marco A. Aulí               | 27 de octubre de 1934    |                          | Alfonso López Pumarejo    | Por ausencia del titular               | [ 19 ] |
| Miguel Vargas Vásquez       | 8 de junio de 1929       |                          | Miguel Abadía Méndez      | A la espera de la posesión del titular | [ 21 ] |
| Miguel Vargas Vásquez       | 11 de marzo de 1927      |                          | Miguel Abadía Méndez      |                                        | [ 21 ] |
| Víctor Cock                 | 21 de julio de 1925      |                          | Pedro Nel Ospina          | Por ausencia del titular               | [ 22 ] |
| Víctor Cock                 | 23 de mayo de 1925       | 21 de junio de 1925      | Pedro Nel Ospina          | Licencia de 30 días al titular         | [ 22 ] |
| Víctor Cock                 | 4 de diciembre de 1924   |                          | Pedro Nel Ospina          | Por ausencia del titular               | [ 22 ] |
| Jesús del Corral            | 19 de septiembre de 1921 | 26 de septiembre de 1921 | Marco Fidel Suárez        | A la espera de la posesión del titular | [ 24 ] |
| Jorge de la Cruz            | 1920                     | 1920                     | Marco Fidel Suárez        |                                        | [ 24 ] |
| Pomponio Guzmán             | 17 de marzo de 1919      |                          | Marco Fidel Suárez        | A la espera de la posesión del titular | [ 24 ] |
| José Francisco Insignares   | 28 de noviembre de 1918  |                          | Marco Fidel Suárez        |                                        | [ 24 ] |
| Pedro A. Peña               | 6 de agosto de 1909      |                          | Ramón González Valencia   | A la espera de la posesión del titular | [ 27 ] |
| Nemesio Camacho             | 19 de mayo de 1909       |                          | Rafael Reyes              | Por enfermedad del titular             | [ 2 ]  |
| Lorenzo Manrique            | 13 de marzo de 1909      |                          | Rafael Reyes              |                                        | [ 2 ]  |
| Álvaro Uribe                | Mayo de 1906             |                          | Rafael Reyes              |                                        | [ 2 ]  |
| Martín Restrepo Mejía       | Marzo de 1908            |                          | Rafael Reyes              |                                        | [ 2 ]  |
| Martín Restrepo Mejía       | 1 de junio de 1906       |                          | Rafael Reyes              | A la espera de la posesión del titular | [ 2 ]  |
| Martín Restrepo Mejía       | Junio de 1905            |                          | Rafael Reyes              |                                        | [ 2 ]  |